# Kampf um den Tennisplatz
Japanische Eroberung 1941/42

Bilin – Sittang – Pegu (Taukkyan) – Rangun – Yunnan-Burma-Straße (u.a. Tachiao – Oktwin – Toungoo – Yenangyaung – Lashio I)
1942/43

Burma-Kampagne 1942–1943

Arakan I – The Hump – Chindits
1944

Schlacht um Nordburma und West-Yunnan 1943–1945

Burma-Kampagne 1944

Arakan II – Ha-gō – Lashio II – Sangshak – Myitkyina – U-gō (Imphal – Kohima – Tennisplatz) – Mogaung – Song shan/Huitong-Brücke – Dan-gō
1944/45

Burma-Kampagne 1944–1945

Bhamo – Arakan III (Kangaw und Höhe 170 – Ramree) – Meiktila/Mandalay – Pakokku – Lashio III – Tanlwe Chaung – Operation Dracula – Sittang
Die Schlacht am Tennisplatz war Teil der größeren Schlacht um Kohima, die vom 4. April bis 22. Juni 1944 während des Burma-Feldzugs im Zweiten Weltkrieg in Nordostindien ausgetragen wurde. Der japanische Vormarsch nach Indien wurde im April 1944 bei Kohima gestoppt und Garrison Hill, auf einem langen bewaldeten Bergrücken westlich des Dorfes gelegen, war nach Angaben der Commonwealth War Graves Commission Schauplatz „der vielleicht erbittertsten Kämpfe des Jahres“ während des gesamten Burma-Feldzugs, als britisch-indische Einheiten den wiederholten Angriffen einer japanischen Division standhielt. Während der Belagerung von Kohima kam es auf dem Gelände rund um den Bungalow des Stellvertretenden Kommissars, einschließlich des Tennisplatzes, zu heftigen Kämpfen, darunter auch Nahkämpfe, die am 8. April begannen und bis zum 13. Mai andauerten, als die angreifenden japanischen Truppen begannen, sich wieder aus dem Gebiet zurückzuziehen.

## Auftakt

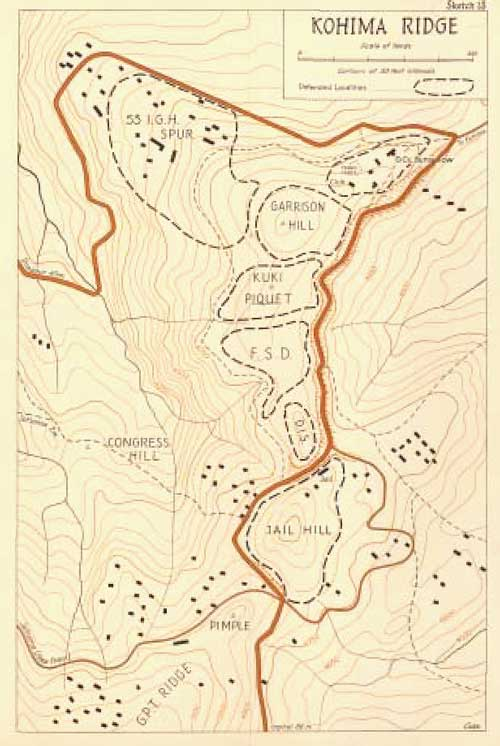
Der Kohima-Rücken

Der Kohima-Rücken ist etwa 1,6 km lang und etwa 400 m breit und liegt mit einer Reihe von Hügeln und Schluchten entlang der Straße von Imphal nach Dimapur. Die steilen Hänge entlang der Straße machten den Bergrücken zu einem gefährlichen Ziel für Angreifer, allerdings bot sich wenig Raum für gute Verteidigungsstellungen. Im März 1944 starteten die Japaner die Operation U-gō, eine groß angelegte Invasion in Indien. Bis zum 6. April waren die britischen, nepalesischen und indischen Soldaten der Kohima-Garnison auf dem Kohima-Kamm eingeschlossen. Als die Belagerung begann, wurde der Kohima-Rücken im Süden (gegenüber von Imphal) vom 1. Assam Regiment auf dem Jail Hill verteidigt. Das Zentrum wurde hauptsächlich vom 4. Bataillon des 'Queen's Own Royal West Kent Regiment' verteidigt. Der Nordwesten des Bergrückens, bekannt als Hospital Spur, wurde von den 3. Assam Rifles gegenüber der Straße nach Dimapur verteidigt. Im Nordosten des Rückens, an einer scharfen Kurve der Straße, befanden sich der Bungalow und der Tennisplatz des Deputy Commissioner (DC) Charles Pawseys. Dies wurde zunächst von einer zusammengesetzten Gruppe Soldaten bewacht. Vermutlich handelte es sich um britische und Gurkha-Truppen aus dem örtlichen Verstärkungsdepot.

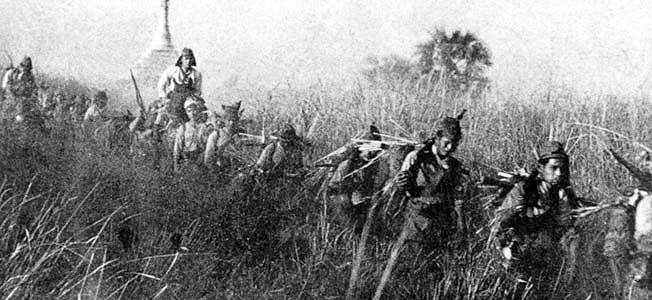
Japanische Truppen auf dem Marsch nach Kohima

## Die Schlacht
Die japanischen Truppen griffen am 8. April in einer Serie von Attacken die nordöstliche Region der Verteidigungsstellungen einschließlich des Grundstücks beim Bungalow an. Sie erlitten massive Verluste, schickten aber Verstärkungen, um sich auf einen weiteren Angriff vorzubereiten. Die alliierten Truppen zogen sich weiter auf den Hügel zurück, die Nachhut wurde von angreifenden Japanern überrannt. Es war der Beginn der Schlacht um den Tennisplatz. Die britisch-indischen Truppen erhielten Verstärkungen durch eine Kompanie des 4. Bataillons vom Queen’s Own Royal West Kent Regiment.
Während des 9. April und in der Nacht auf den 10. April griff das japanische 58. Infanterieregiment fast halbstündlich an. Die Verteidiger hatten sich auf der Westseite des Tennisplatzes eingegraben, was sich als kluge Maßnahme erwies, denn die japanische Artillerie feuerte jetzt ebenfalls und auch bei der Versorgung der Stellungen mit Munition war es hilfreich. Am 12. April wurden die britischen Verteidiger von frischen Truppen abgelöst. Die Nachtangriffe japanischer Truppen gingen unbeeindruckt weiter. Am 13. April intensivierte die japanische Artillerie ihr Feuer und die japanische Infanterie griff auch weiterhin an. Es fanden an diesem Tag laut des britischen Verteidigungsministeriums 'die härtesten, engsten und grausamsten Nahkämpfe' statt.
Am 14. April stellten die japanischen Streitkräfte die Angriffe ein und am 15. April erfuhren die britisch-indischen Truppen auf dem Kohima-Rücken, dass die 2. Britische Infanteriedivision an der Straße zwischen Dimapur und Kohima angegriffen und die japanischen Straßensperren durchbrochen hatte, um die Truppen der 161. Indischen Infanteriebrigade um Jotsoma, etwa 3 km westlich von Kohima zu entsetzen.
Am 17. April gab es einen letzten japanischen Angriff und sie konnten den FSD-Hügel und den Kuki Piquet (s. Karte) einnehmen. Am 18. April begannen dann, nach einer Artillerievorbereitung, Teile der 2. Britischen Division und die 161. Indische Brigade mit Panzerunterstützung vom 33. Korps mit einem Gegenangriff und drängten die japanischen Verteidiger aus ihren Stellungen. Die Straße zwischen Dimapur und Kohima wurde wieder geöffnet und die Belagerung war beendet.
Die Kämpfe am Tennisplatz waren allerdings noch nicht beendet. Noch am 18. April kämpften Soldaten des 58. Japanischen Regiments mit Kräften des 1. Punjab Regiments um den Besitz. Der Tennisplatz wechselte bis zum 23. April noch einige Male den Besitzer, verlustreich für beide Seiten. Es kamen auf alliierter Seite noch Teile der 6. Britischen Infanteriebrigade und des Royal Berkshire Regiments zum Einsatz.
Die japanischen Truppen, die um die Einnahme von Kohima gekämpft hatten, zogen sich nicht sofort zurück. Viele von ihnen blieben noch mehrere Wochen in den eroberten Stellungen und kämpften hartnäckig weiter. Es ist nicht ganz klar, wann die Schlacht um den Tennisplatz gewonnen wurde, aber von der Straße aus operierende Panzer unterstützten einen Infanterieangriff, der am 10. Mai 1944 das Tennisplatzgelände eroberte. Am Morgen des 13. Mai waren die meisten Positionen auf dem Kohima-Rücken von den britischen und indischen Streitkräften wieder zurückerobert. An diesem Tag wurde der Bungalow des Commissioners von Infanteristen des Dorsett Regiments mit Hilfe von Panzern, die das Gebäude vom Tennisplatz aus beschossen, eingenommen.

## Nachwirkungen
Um den 15. Mai begann die japanische 31. Division mit dem Rückzug und die frischen britischen und indischen Truppen des XXXIII. Korps begannen, die britische 2. Division sowie die 33. Indische Infanterie-Brigade und die 161. Indische Brigade zu verstärken und abzulösen. Nach den Kämpfen um Kohima begannen die Truppen der 14. Britischen Armee mit dem Entsatz von Imphal einen Vormarsch, der so lange andauerte, bis Burma zurückerobert worden war. Die Schlacht war der Wendepunkt der Schlacht von Kohima, die den Wendepunkt der Burma-Kampagne 1944 darstellte.

## Sonstiges
Im Imperial War Museum Duxford gibt es mehrere Dioramen der Schlacht.

## Further reading
- Gordon Graham: The Trees Are All Young on Garrison Hill. The Kohima Educational Trust, Marlow, Buckinghamshire 2005, ISBN 0-9552687-0-2 (englisch).
- Michael Lowry: Fighting Through to Kohima: A Memoir of War in India and Burma. Leo Cooper, Barnsley 2003, ISBN 978-1-84415-003-8 (englisch).